# Турританские мученики
Габин, Прото и Ианнуарий (ум. ок. 300) — мученики турританские. День памяти — 30 мая.
Святой Габин (Gabinus) принял мученическую кончину в Порто-Торрес, в древности именовавшийся Туррис (Turris), что на острове Сардиния, Италия, примерно в 300 году, о чём упоминается в Римском мартирологе. В соответствии с пассией двенадцатого века, св. Габин был воином, который стерёг страдавших в тюрьме за свою веру священника Прото и диакона Ианнуария и сам обратился ко Господу. Все трое умерли как мученики. Каждый год 3 мая три деревянные статуи, представляющие трёх мучеников, поднимаются над процессией, шествующей от базилики св. Габина (Basilica di San Gavino), крупнейшей и старейшей романской церкви Сардинии, в маленькую церковь, где находятся три вырезанные из камня могилы времен Римской империи. Там статуи находятся до Пятидесятницы. Маленькая церковь становится местом паломничества до возвращения статуй в базилику вместе с другим шествием вечером на Пятидесятницу, после чего церковь остается закрытой до следующего 3 мая.